# Robin Raymond
Robin Raymond, auch Robyn Raymond, geboren als Rayemon Robin am 4. Oktober 1916 in Chicago, Illinois; gestorben am 20. Juni 1994 in Los Angeles, Kalifornien, war eine US-amerikanische Schauspielerin.

## Leben und Schauspielkarriere
Raymond schloss an der Northwestern University einen Bachelor of Arts und arbeitete anschließend als Presseagentin in ihrer Heimatstadt Chicago.
Raymond begann ihre Schauspielkarriere spätestens 1938, als sie in einem Kurzfilm ihr Filmdebüt gab. Im darauffolgenden Jahr spielte sie am Broadway im Stück My Lawyer. Raymond entwickelte sich in den 1940er-Jahren zu einer gut beschäftigten Schauspielerin in Hollywood, wenngleich sie meistens auf Nebenrollen beschränkt blieb. Oftmals verkörperte die Blondine taffe und schlagfertige Großstadtfrauen, so etwa 1944 in einer ihrer wenigen Hauptrollen als Reporterin Patsy Clark in dem B-Movie-Krimi Rogues' Gallery. Einen weiteren größeren Auftritt hatte sie als gutherzige Burlesque-Tänzerin in dem Film noir Die Gläserne Mauer (1953).
Bis zum Ende ihrer Schauspielkarriere spielte Raymond in insgesamt über 75 Film- und Fernsehproduktionen mit. Zu ihren bekannteren Rollen gehörten ihre Darstellungen einer Sklavin in dem Tausendundeine-Nacht-Film Arabische Nächte (1942), der Eloise Edgewaters in A Letter for Evie (1946), der Maude in dem Abenteuerfilm Robin Hoods große Liebe (1948) und Flossie in dem Elvis-Presley-Film Lied des Rebellen (1961). Ab den späten 1940er-Jahren stand Raymond zudem als Gastdarstellerin für bekannte Fernsehserien vor der Kamera. Ihre letzte Leinwandrolle hatte sie 1980 in der Komödie Nieten unter sich an der Seite von Robert Foxworth und Paula Prentiss.

## Privatleben
Raymond heiratete am 15. Juni 1941 deb Nachtclubbesitzer Norman E. Heeb in Las Vegas, Nevada. Die Ehe wurde am 28. November 1941 geschieden. Am 26. Januar 1947 heiratete sie in zweiter Ehe den Multimillionär Harry A. Epstein in Yuma, Arizona; die Ehe wurde am 16. Februar 1955 geschieden. Raymond starb 1994 im Alter von 77 Jahren und wurde im Hillside Memorial Park Cemetery in Los Angeles beigesetzt.

## Filmografie (Auswahl)
- 1938: Home on the Rage (Kurzfilm)
- 1939: For Love or Money
- 1941: Der Tote lebt (Johnny Eager)
- 1942: Schiff ahoi! (Ship Ahoy)
- 1942: Nacht im Hafen (Moontide)
- 1942: The Tuttles of Tahiti
- 1942: Tortilla Flat
- 1942: The Affairs of Martha
- 1942: Calling Dr. Gillespie
- 1942: Secrets of the Underground
- 1942: Arabische Nächte (Arabian Nights)
- 1943: Slightly Dangerous
- 1943: Girls in Chains
- 1943: Let’s Face It
- 1943: Hi Ya, Sailor
- 1943: Die Stubenfee (His Butler’s Sister)
- 1944: Stehplatz im Bett (Standing Room Only)
- 1944: Ladies of Washington
- 1944: Ghost Catchers
- 1944: Are These Our Parents?
- 1944: Sweet and Low-Down
- 1944: Rogues Gallery
- 1945: Urlaub für die Liebe (The Clock)
- 1945: Men in Her Diary
- 1946: Tars and Spars
- 1946: A Letter for Evie
- 1946: Talk About a Lady
- 1946: Besuch in Kalifornien (The Man I Love)
- 1947: Johnny O’Clock
- 1947: A Likely Story
- 1947: Das Netz (The Web)
- 1948: Robin Hoods große Liebe (The Prince of Thieves)
- 1948: French Leave
- 1949: Panik um King Kong (Mighty Joe Young)
- 1950: Varieté-Prinzessin (Wabash Avenue)
- 1951: Valentino – Liebling der Frauen (Valentino)
- 1952: Der unsichtbare Schütze (The Sniper)
- 1953: Die Gläserne Mauer (The Glass Wall)
- 1954: Rhythmus im Blut (There’s No Business Like Show Business)
- 1954: Man soll nicht mit der Liebe spielen (Young at Heart)
- 1956: Jenseits allen Zweifels (Beyond a Reasonable Doubt)
- 1957: Jailhouse Rock – Rhythmus hinter Gittern (Jailhouse Rock)
- 1958: Perry Mason (Fernsehserie, Folge 1x29)
- 1958: Mit Siebzehn am Abgrund (High School Confidential)
- 1960: Peter Gunn (Fernsehserie, Folge 2x35)
- 1961: Lied des Rebellen (Wild in the Country)
- 1963: Rufmord (Twilight of Honor)
- 1964: The Candidate
- 1965: Young Dillinger
- 1966: Unser trautes Heim (Please Don’t Eat the Daisies, Fernsehserie, Folge 2x06)
- 1968: Die Spur des Jim Sonnett (The Guns of Will Sonnett, Fernsehserie, Folge 2x05)
- 1969: Nacht ohne Zeugen (Pendulum)
- 1970: Adam-12 (Fernsehserie, Folge 3x04)
- 1971: The Bold Ones: The New Doctors (Fernsehserie, Folge 2x08)
- 1971: Inspektor Queen sucht Rat (Ellery Queen: Don’t Look Behind You, Fernsehfilm)
- 1972: Die Partridge Familie (The Partridge Family, Fernsehserie, Folge 3x13)
- 1973: Kung Fu (Fernsehserie, Folge 1x06)
- 1975: Psychic Killer
- 1975: Starsky & Hutch (Fernsehserie, Folge 1x12)
- 1977: Die Zwei mit dem Dreh (Switch, Fernsehserie, Folge 2x22)
- 1980: Nieten unter sich (The Black Marble)